# Kasztany

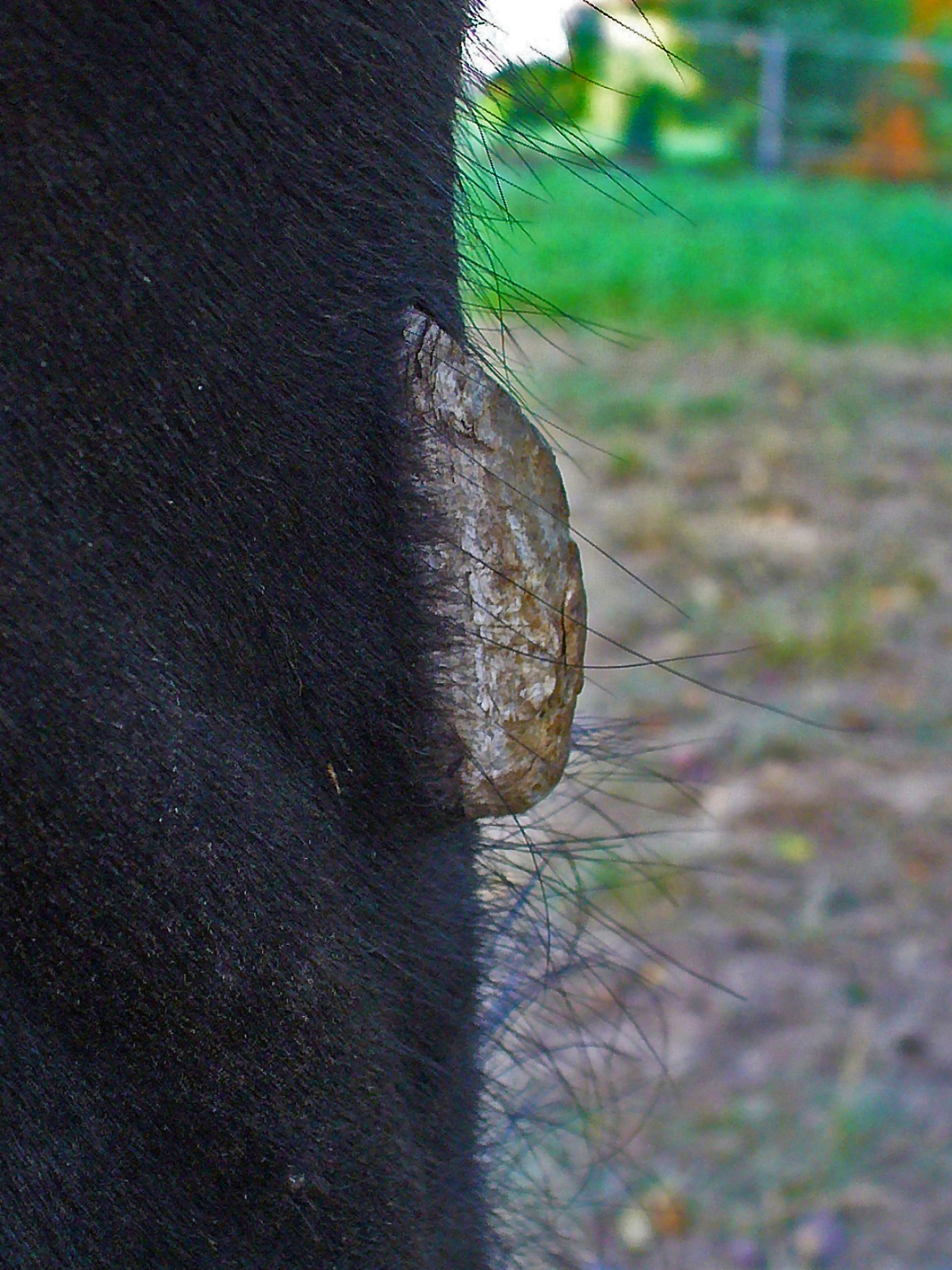
Kasztan na nodze konia, widok z boku

Kasztan – warstwa zrogowaciałego naskórka na kończynach koniowatych, stanowiąca normalny element jego anatomii. Kasztany rosną przez cały czas. Ich kształt oraz wielkość są bardzo różnorodne. Zazwyczaj u koni ras szlachetnych kasztany są mniejsze niż u zimnokrwistych, nie jest to jednak regułą. Mogą wyglądać jak niewielkie zgrubienia, mieć charakter warstwowy i przypominać złuszczające się płaty skóry lub też rosnąć prostopadle i wystawać ponad powierzchnię sierści nawet na kilka centymetrów. Gdy stają się za długie, odrywają się samoistnie. Tkanka kasztanów nie jest ukrwiona ani unerwiona powyżej powierzchni skóry, toteż można je przycinać.

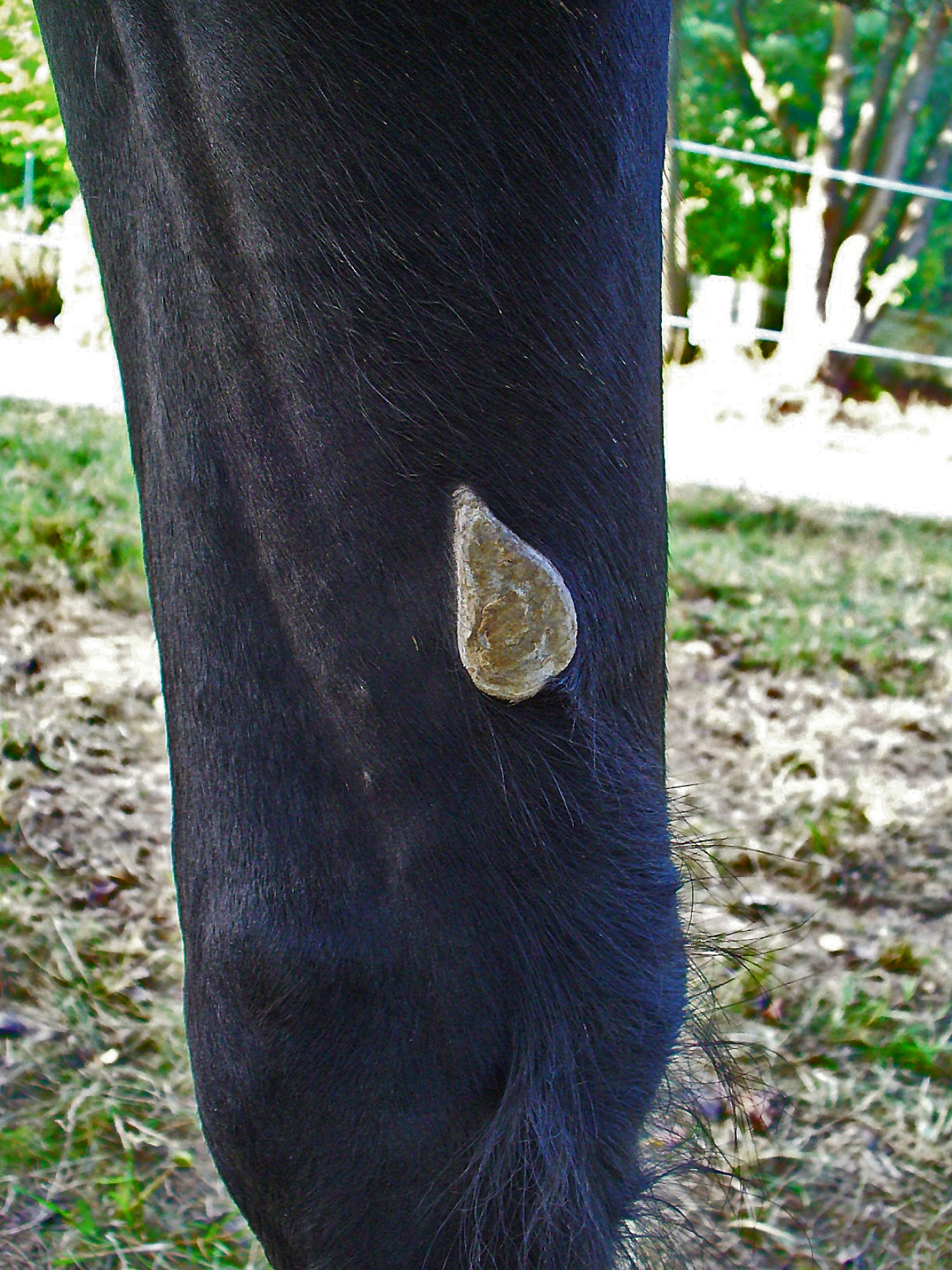
Kasztan na nodze konia, widok od frontu

## Występowanie
- U konia domowego kasztany występują zazwyczaj zarówno na przednich (po wewnętrznej stronie, mniej więcej w połowie wysokości kości przedramienia) jak i tylnych nogach (po wewnętrznej stronie, nieco powyżej stawu skokowego).

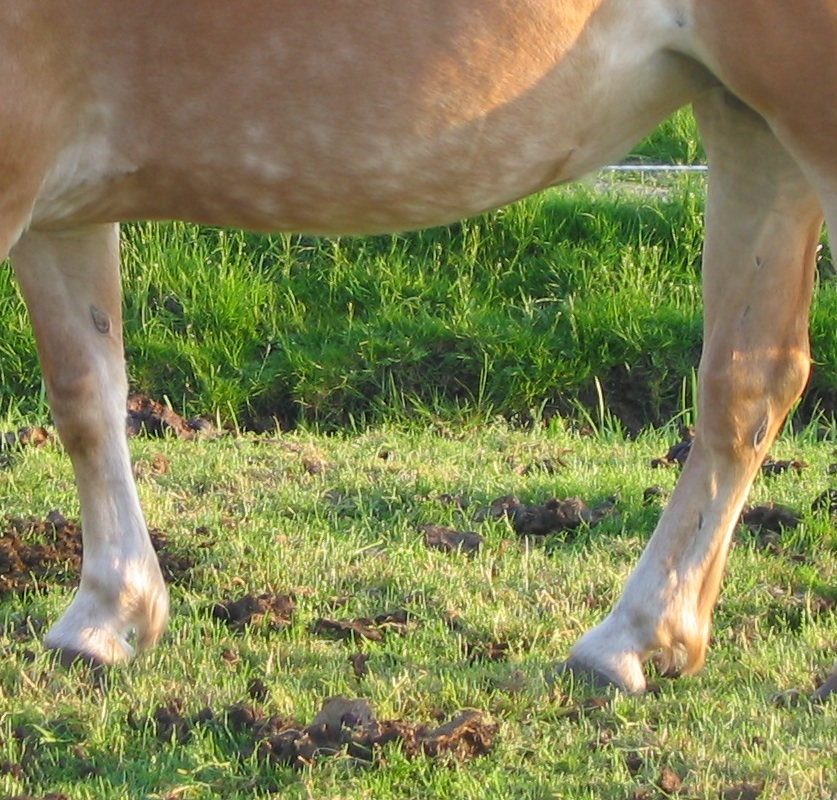
Koń - kasztany na wszystkich kończynach

- U osłów i zebr występują jedynie na przednich nogach (położenie analogiczne jak u konia domowego).

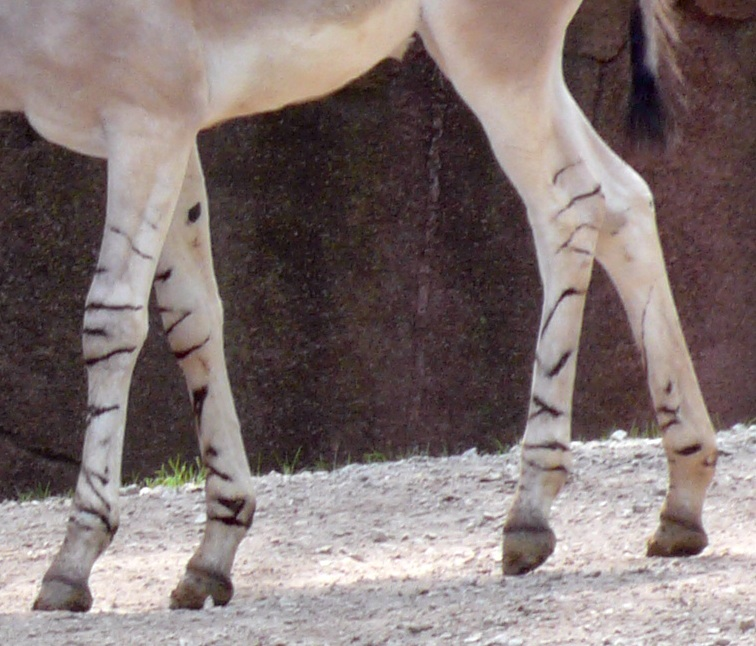
Osioł afrykański - kasztany widoczne jedynie na kończynach przednich

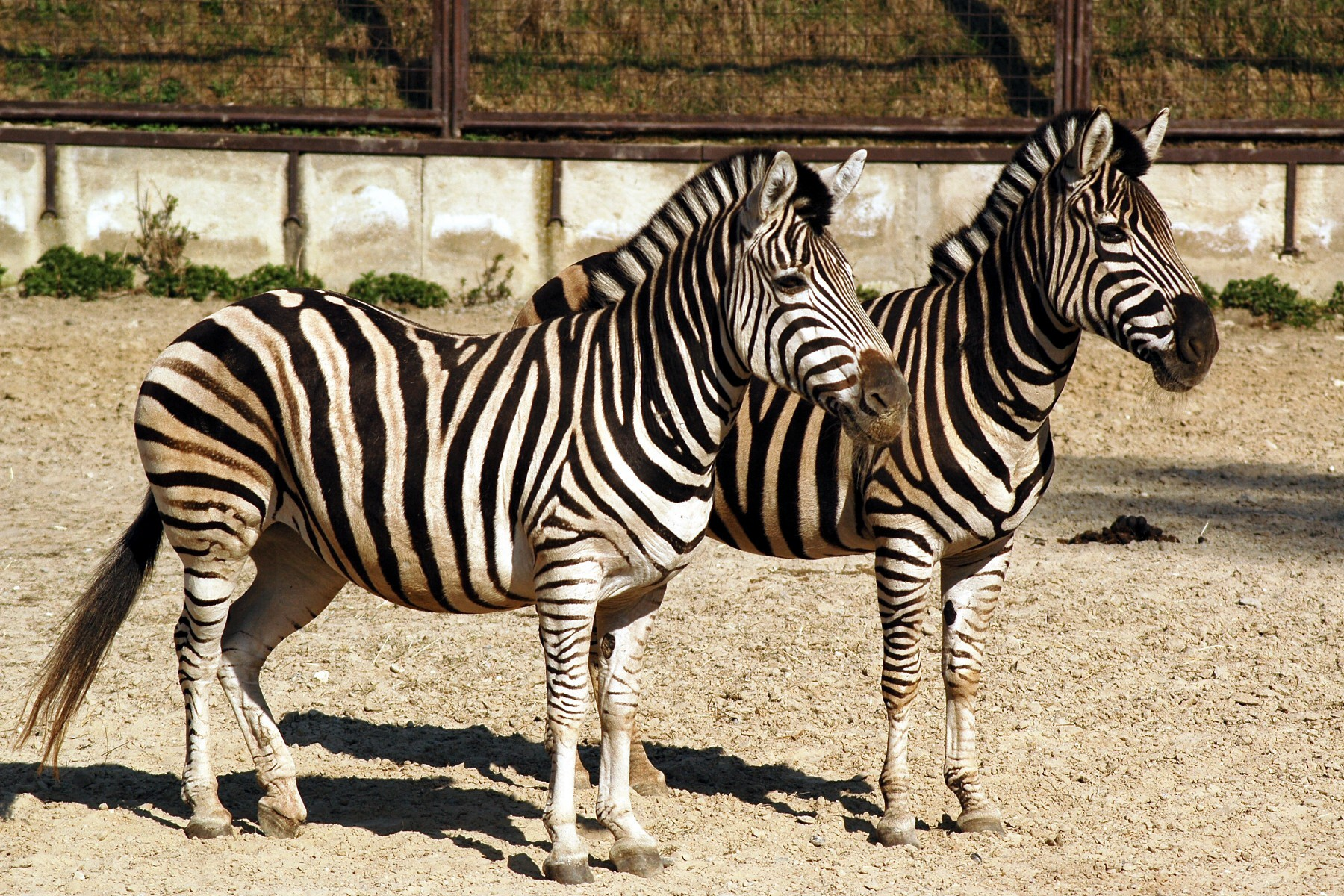
Zebra - kasztany widoczne tylko na kończynach przednich

- U konia Przewalskiego oraz tarpana (wedle opisów) zarówno na przednich, jak i tylnych kończynach.

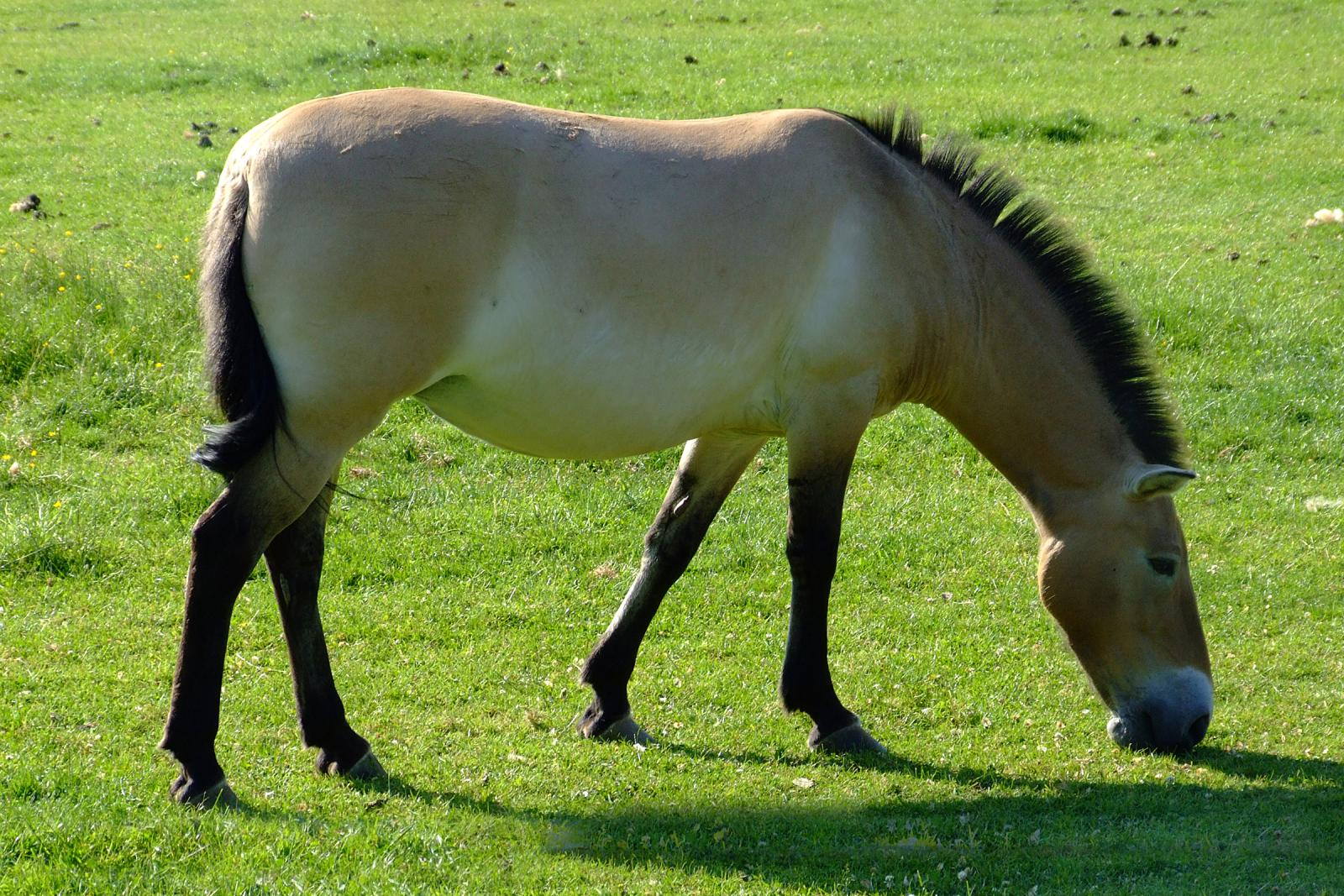
Koń Przewalskiego - kasztany na wszystkich kończynach

## Pochodzenie
Pochodzenie kasztanów u koniowatych nie zostało dotąd jasno określone przez badaczy. Najpopularniejsze są następujące dwie teorie:
- kasztany stanowią pozostałość po opuszkach palców lub poduszeczkach łap, które w wyniku ewolucji u koniowatych stopniowo zanikały przekształcając się w kopyto,
- kasztany to pozostałości szczątkowego gruczołu zapachowego, twory tego typu występują u jeleniowatych i lam.

Analogicznym elementem anatomicznym są ostrogi, u koniowatych występujące na tylnej części stawu pęcinowego, często przykryte szczotkami pęcinowymi. U niektórych ras mogą być nieobecne lub ledwo zaznaczone.